# هارلم شرقی
هارلم شرقی (به انگلیسی: East Harlem) محله‌ای است که در منهتن در شهر نیویورک واقع شده‌است. هارلم شرقی ۱۱۵٬۹۲۱ نفر جمعیت دارد و از آن به عنوان هارلم اسپانیایی هم یاد می‌شود. این محله بخش‌هایی از آپر ایست ساید و قسمت‌های بالایی منهتن را در بر می‌گیرد. هارلم شرقی قبلاً جمعیت ایتالیایی قابل‌توجهی داشت و حتی از آن به عنوان «هارلم ایتالیایی» یاد می‌شد، اما اکنون بخش اندکی از آمریکایی‌های ایتالیایی‌تبار در این منطقه باقی مانده‌اند. جمعیت مهاجران چینی در این محله در سال‌های اخیر به خصوص از ۲۰۰۰ به بعد افزایش حائز اهمیتی داشته‌است.